# Chapelle de Kamppi
La Chapelle de Kamppi (en finnois : Kampin kappeli) ou la Chapelle du silence (en finnois : Hiljaisuuden kappeli) est une église située sur la place Narinkka du quartier de Kamppi à Helsinki en Finlande. 

## Présentation

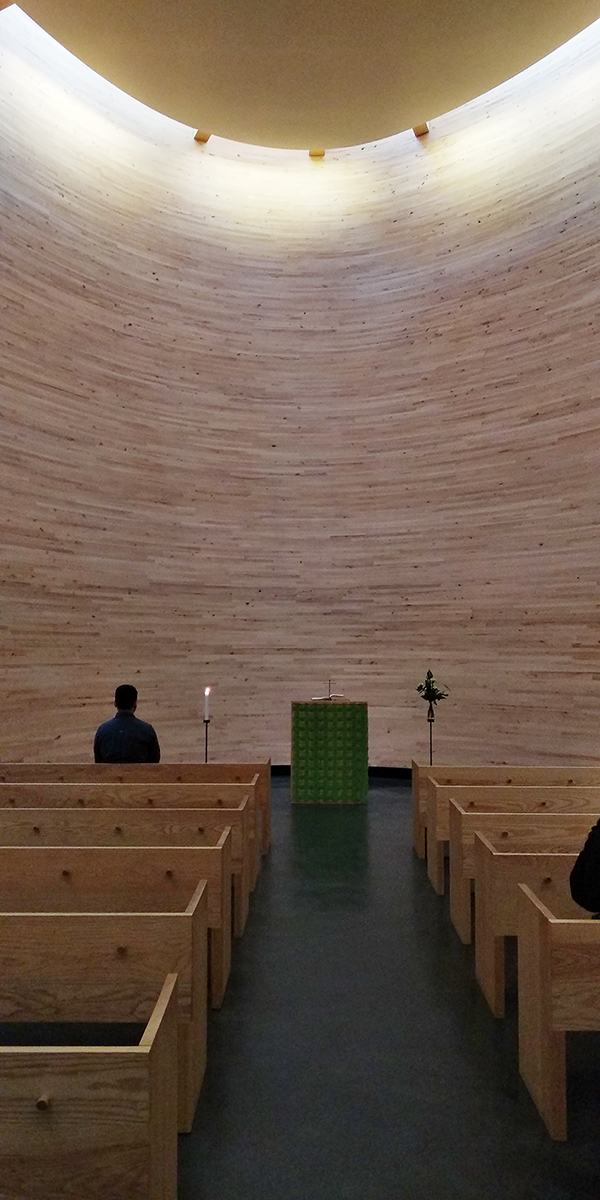
Dans la chapelle de Kamppi.

La chapelle est conçue par Mikko Summanen, Kimmo Lintula et Niko Sirola du cabinet K2S Oy. 
Fabriquée en aulne, épicéa et frêne, elle a une superficie de 352 m2 et une hauteur de 11,5 mètres.
Elle fut dévoilée le 1er février 2012 alors qu'Helsinki était la Capitale mondiale du design.

## Activités
La chapelle n'organise pas d'office religieux mais est un lieu permettant de trouver le silence.
Elle est ouverte en semaine de 7h à 20h et les samedis et dimanches de 10h à 18h.
On peut y rencontrer des employés de la paroisse ou des travailleurs sociaux.
Au début janvier 2013, la chapelle a déjà reçu plus de 250 000 visiteurs.

## Prix
En 2010, la chapelle a reçu le prix d'architecture internationale du The Best New Global Design du Chicago Athenaeum.

## Galerie

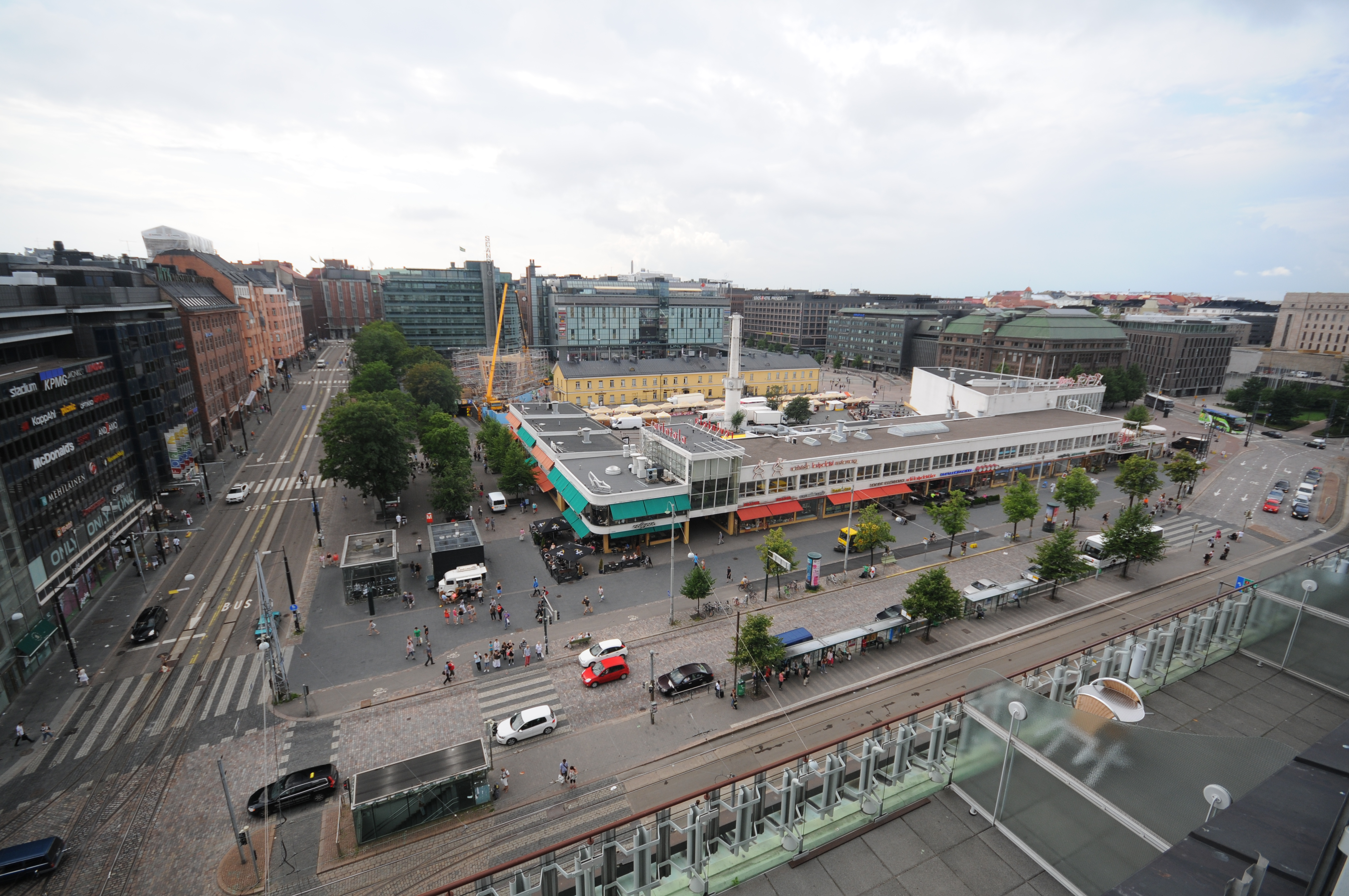
Vue plongeante : au centre le lasipalatsi, la caserne de Turku et à sa droite la Chapelle de Kamppi en construction.
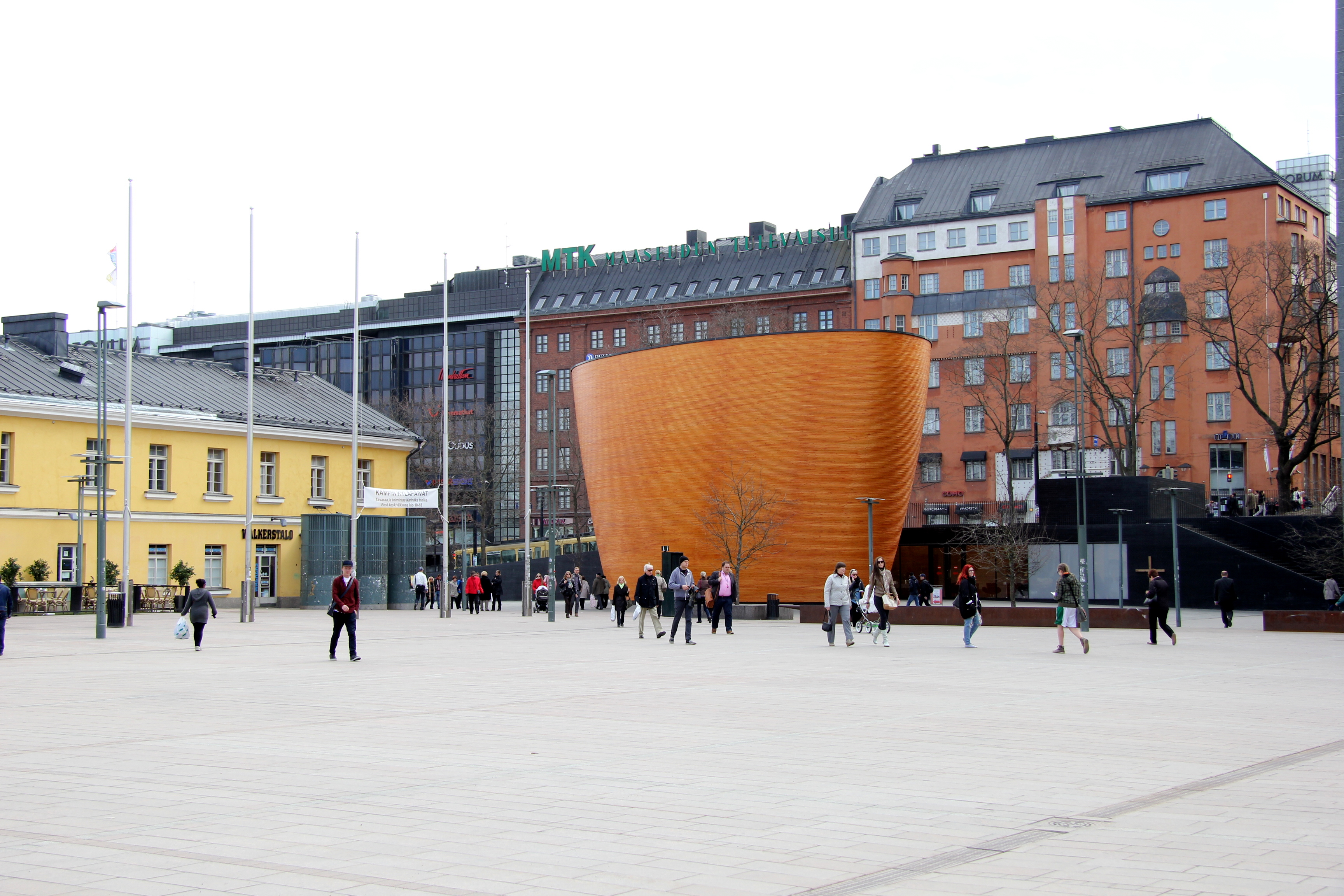
La chapelle et à sa gauche la caserne de Turku.